# Bassingham
Bassingham – wieś w Anglii, w hrabstwie Lincolnshire, w dystrykcie North Kesteven. Leży 14 km na południowy zachód od Lincoln i 184 km na północ od Londynu.
Miejscowość liczy 1308 mieszkańców.